# Miramella irena
Miramella irena је инсект из реда Orthoptera и фамилије Acrididae. 

## Угроженост
Ова врста се сматра рањивом у погледу угрожености врсте од изумирања.

## Распрострањење
Врста је присутна у Мађарској и Румунији.

## Станиште
Врста Miramella irena има станиште на копну.